# Andrzej Bukowski (chemik)
Andrzej Karol Bukowski (ur. 23 sierpnia 1936 w Warszawie, zm. 6 września 2021 w Płocku) – polski chemik, profesor nauk technicznych o specjalności inżynieria i ochrona środowiska, technologia tworzyw sztucznych, wykładowca akademicki Politechniki Warszawskiej, w latach 1974–1981 Prorektor Politechniki Warszawskiej, w latach 1985–1988 Dyrektor Instytutu Chemii Przemysłowej.

## Życiorys
Syn Henryka i Ireny. Urodził się 23 sierpnia 1936 roku w Warszawie, gdzie w 1953 roku ukończył X Szkołę Ogólnokształcącą TPD. W latach 1953–1954 pracował jako laborant w Instytucie Tworzyw Sztucznych w Warszawie. Studiował w latach 1954–1960 na Wydziale Chemicznym Politechniki Warszawskiej (PW), gdzie też rozpoczął w 1959 roku pracę – awansując kolejno uzyskał w 1967 roku stopień doktora, a w 1970 roku został powołany na stanowisko docenta. W 1969 roku Rektor PW powierzył mu funkcję organizatora Oddziału Chemicznego w Filii PW w Płocku. Po uruchomieniu studiów chemicznych w latach 1970–1973 kierował Oddziałem Chemicznym oraz organizował specjalizację dyplomową i Zakład Tworzyw Sztucznych, którym następnie kierował do przejścia na emeryturę w 2006 roku. W 1973 roku został powołany na Kierownika Filii, a w 1974 roku – otrzymał nominację na stanowisko Prorektora PW ds. Filii, które pełnił przez kolejne trzy kadencje do roku 1981. W latach 1985–1988 pracował na stanowisku Dyrektora Instytutu Chemii Przemysłowej w Warszawie. Tytuł naukowy profesora nauk technicznych uzyskał w 1987 roku na wniosek Politechniki Warszawskiej. W roku 1988 został oddelegowany na stanowisko Radcy w Wydziale Naukowo-Technicznym Sekretariatu RWPG w Moskwie, gdzie zajmował się koordynacją międzynarodowej współpracy naukowej w zakresie chemii. W 1991 roku powrócił do pracy w Filii PW w Płocku, uzyskując w 2001 roku nominację na stanowisko profesora zwyczajnego. Na emeryturę przeszedł w 2006 roku. Równolegle z pracą w PW był zatrudniony w latach 1993–2006 w Szkole Wyższej im. P. Włodkowica w Płocku, gdzie zorganizował, a następnie kierował Międzywydziałową Katedrą Ochrony Środowiska. Był również samorządowcem, w kadencji 1994–1998 kierował radą miejską Płocka.
Zakres zainteresowań naukowych profesora Bukowskiego obejmował chemię i technologię tworzyw sztucznych, materiały bitumiczne oraz ochronę środowiska. Dorobek naukowo-badawczy obejmował autorstwo i współautorstwo 125 artykułów w czasopismach krajowych i zagranicznych, ponad 100 referatów i komunikatów na konferencjach, siedem wydawnictw książkowych, 22 patenty, kilkadziesiąt ekspertyz i sprawozdań z prac naukowo-badawczych, promotorstwo 7 rozpraw doktorskich i ponad trzystu prac dyplomowych.

## Zajmowane stanowiska
- 1959–1970: asystent techniczny, st. asystent, adiunkt, docent – Wydział Chemiczny PW
- 1970–1973: Kierownik Oddziału Chemicznego Filia PW Płock
- 1972–2006: Kierownik Zakładu Tworzyw Sztucznych Filia PW w Płocku
- 1973–1974: Kierownik Filii PW w Płocku
- 1974–1981: Prorektor PW ds. Filii w Płocku
- 1985–1988: Dyrektor Instytutu Chemii Przemysłowej w Warszawie
- 1988–1991: Radca Wydział Naukowo-Techniczny RWPG w Moskwie
- 1993–2006: Kierownik Międzywydziałowej Katedry Ochrony Środowiska, Szkoła Wyższa im. P. Włodkowica w Płocku
- 1994–1998: Przewodniczący Rady Miejskiej w Płocku
- 2001–2006: profesor zwyczajny Filia PW w Płocku

## Członkostwa
- Towarzystwo Wiedzy Powszechnej, od 1961
- Polskie Towarzystwo Chemiczne, od 1967
- Stowarzyszenie Inżynierów i Techników Przemysłu Chemicznego, od 1970
- Towarzystwo Chemików, Inżynierów Ekologów, od 1996
- Związek Nauczycielstwa Polskiego, od 1959
- Polska Zjednoczona Partia Robotnicza, od 1970 do rozwiązania

## Odznaczenia i wyróżnienia
Państwowe
- Order Odrodzenia Polski: Krzyż Kawalerski (1975), Oficerski (1983), Komandorski (1997)[11]
- Srebrny Krzyż Zasługi (1970)
- Medal 30-lecia Polski Ludowej (1974)
- Medal 40-lecia Polski Ludowej (1984)
- Tytułu honorowy „Zasłużony Nauczyciel Polskiej Rzeczypospolitej Ludowej” (1981)

Resortowe
- Medal Komisji Edukacji Narodowej (1974)
- Medal „Za zasługi dla obronności kraju”: brązowy (1975), srebrny (1977)
- Odznaka „Za zasługi dla ochrony środowiska i gospodarki wodnej”: srebrna (1974), złota (1987), honorowa (2004)
- Odznaka „Zasłużony Racjonalizator Produkcji” (1987)
- Złota odznaka „Za zasługi dla przemysłu chemicznego” (1987)
- Złota odznaka „Zasłużony Działacz Kultury” (1976)
- Brązowa odznaka „Za Zasługi dla Obrony Cywilnej” (1982)

Regionalne
- Nagroda prezydenta Miasta Płocka (1974, 1982)
- Nagroda Wojewody Płockiego (1981, 1997)
- Medal „Zasłużony dla Płocka” (2000)
- Odznaka „Za zasługi dla województwa warszawskiego” (1973)
- Odznaka „Zasłużony dla województwa płockiego” (1979)

Organizacyjne
- Odznaka Honorowa Polskiego Czerwonego Krzyża IV st. (1978)
- Złota odznaka honorowa TWP „Zasłużony popularyzator wiedzy” (1981)
- Krzyż „Za Zasługi dla ZHP” (1998)
- Srebrna odznaka honorowa NOT (1980)
- Złota Odznaka ZNP (1969)
- Honorowa odznaka SZSP (1977)
- Złote odznaczenie im. Janka Krasickiego (1977)
- Odznaka „Zasłużony dla PW” (1978, 2005)

Dziewięciokrotnie Nagrody Ministra, wielokrotnie Nagrody Rektora PW, trzykrotnie nagrody NOT.